# 21742 Rachaelscott
A 21742 Rachaelscott (ideiglenes jelöléssel 1999 RU163) a Naprendszer kisbolygóövében található aszteroida. A LINEAR projekt keretében fedezték fel 1999. szeptember 9-én.